# オットー・コールラウシュ
オットー・ルードヴィヒ・ベルンハルト・コールラウシュ（Otto Ludwig Bernhard Kohlrausch、1811年3月20日 - 1854年11月14日）はドイツの内科医、外科医。バルメン出身。
ボン大学で自然科学を学び、ゲッティンゲン大学で医学を学んだ。コペンハーゲンとロンドンの病院に往診し、1835年にハノーファーで開業した。1841年に政府に代わりバート・レーブルフにヘルススパを設立した。
彼は、科学者や学者の著名な家族の1人である。甥は有名な物理学者のフリードリッヒ・コールラウシュ(1840年 – 1910年)である。コールラウシュの弁はこの人物の名前にちなんで名づけられた（直腸横ヒダともいわれる）。他にも彼の名前に関連した解剖学的構造にはコールラウシュの筋肉があり、直腸壁の縦走筋を指すのに用いられる。

## 主な著書
- Physiologie und Chemie in ihrer gegenseitigen Stellung (Physiology and chemistry in complementary positions); (Göttingen 1844).
- Zur Anatomie und Physiologie der Beckenorgane (The anatomy and physiology of the pelvic organs); (Leipzig 1854).[3]